# Colin Cooper (Fußballspieler)
Colin Terence Cooper (* 28. Februar 1967 in Durham, England) ist ein ehemaliger englischer Fußballspieler und heutiger -trainer. Als Spieler war er unter anderem bei Nottingham Forest und dem FC Middlesbrough beschäftigt. Mit Letzterem Verein stieß er 2006 ins Finale des UEFA-Cups vor und gewann 2004 den League Cup. In Middlesbrough wirkte der zweifache Nationalspieler auch als Co-Trainer.

## Spielerlaufbahn

### FC Middlesbrough 1984–1991
Colin Cooper startete seine Spielerlaufbahn 1984 beim englischen Zweitligisten FC Middlesbrough. Seine ersten Einsätze für seine Mannschaft bestritt er in der Saison 1985/86, in der Middlesbrough in die dritte Liga abstieg. 1986/87 trug Cooper mit 46 Einsätzen seinen Teil zur sofortigen Rückkehr des Vereins in die Football League Second Division bei. Eine Steigerung erfuhr diese Leistung ein Jahr später, als Cooper mit seinem Team den direkten Durchmarsch in die First Division erreichte. Als Tabellendritter gelang der Einzug in die erste Play-off-Runde gegen Bradford City, in der sich Middlesbrough mit 1:2 und 2:0 durchsetzte. Im Finale wartete mit dem FC Chelsea der Tabellen-19. der ersten Liga. Nach einem 2:0-Heimsieg und einer 0:1-Auswärtsniederlage war der Aufstieg in die erste Liga perfekt. Der Klassenerhalt konnte vom Neuling in der First Division 1988/89 jedoch nicht gesichert werden und Colin Cooper (35 Spiele / 2 Tore) stieg mit seinem Team in die zweite Liga ab. Das folgende Jahr bescherte dem Verein eine sehr schlechte Serie und einen knapp erreichten Klassenerhalt in der Second Division. Nach einer weiteren Saison in der zweiten Liga wechselte Cooper (32/0) 1991 für £300,000 zum FC Millwall.

### Nottingham Forest
Millwall spielte zu diesem Zeitpunkt ebenfalls in der zweiten Liga und erreichte in der Saison 1991/92 mit Cooper (36/2) lediglich den 15. Tabellenplatz. Das kommende Jahr erfuhr zwar eine Leistungssteigerung, jedoch wurde der Aufstieg mit dem siebenten Rang erneut verfehlt. Colin Cooper ging daraufhin für £1,700,000 zu Nottingham Forest. Forest war in der neu geschaffenen Premier League 1992/93 nach 16 Jahren Erstklassigkeit in die nun First Division genannte zweite Liga abgestiegen. Trainerlegende Brian Clough hatte in der Folge seinen Rücktritt erklärt. Unter dem neuen Trainer Frank Clark, gelang Forest mit Cooper (37 Spiele / 7 Tore) als Tabellenzweiter der direkte Wiederaufstieg. Auch in der Premier League 1994/95 konnte der Verein aus Nottingham mit starken Leistungen glänzen und belegte nach Meister Blackburn Rovers und Vize Manchester United einen sehr guten dritten Platz.
Colin Cooper (35/1) spielte erneut eine starke Saison und absolvierte im Juni 1995 gegen Schweden und Brasilien zwei Länderspiele für die englische Nationalmannschaft. Die Premier League 1995/96 wurde mit dem neunten Rang zufriedenstellend abgeschlossen und zudem erreichte das Team das Viertelfinale des UEFA-Pokal 1995/96. Dort war der spätere Titelträger FC Bayern München jedoch eine Nummer zu groß für die Mannschaft aus den East Midlands. In der folgenden Saison konnte Cooper (36/2) mit seiner Mannschaft diese Leistungen nicht bestätigen und stieg als Tabellenletzter in die zweite Liga ab. Wie vier Jahre zuvor gelang Forest 1997/98 erneut der direkte Wiederaufstieg in die Premier League. Colin Cooper (35/5) entschied sich jedoch zu einem erneuten Wechsel und ging für £2,500,000 zu seinem Ex-Verein FC Middlesbrough.

### FC Middlesbrough 1998–2006
Eine gute Platzierung in der ersten von acht Jahren in Middlesbrough gelang bereits in der Premier League 1998/99 mit dem neunten Tabellenplatz. In der Saison 2003/04 gewann Colin Cooper mit seiner Mannschaft den League Cup und qualifizierte sich damit für den UEFA-Pokal 2004/05. Im Finale in Wembley hatte Middlesbrough die Bolton Wanderers mit 2:1 bezwungen. Cooper kam dabei jedoch im Gegensatz zu seinen Mitspielern Mark Schwarzer, Gareth Southgate, Boudewijn Zenden und Gaizka Mendieta nicht zum Einsatz. In der Premier League 2004/05 erreichte Cooper mit seinem Team den siebenten Rang, dass damit am UEFA-Pokal 2005/06 teilnehmen konnte. Nach der Saison 2005/06, in der er nur noch zu einem Ligaeinsatz kam, beendete Colin Cooper mit 39 Jahren seine Spielerlaufbahn. Er konnte dabei noch miterleben wie sein Verein in das Finale des UEFA-Pokals einzog, dieses jedoch in Eindhoven mit 0:4 gegen den FC Sevilla verlor.

## Trainerlaufbahn

### Hartlepool United
Nachdem er zunächst dem Trainerstab des FC Middlesbrough angehörte, war Colin Cooper von Juni 2009 bis Mai 2010 als Co-Trainer seines Vereins unter Trainer Gordon Strachan tätig. Nach zwischenzeitlicher Tätigkeit im Trainerteam von Bradford City kehrte er im September 2011 als Jugendtrainer nach Middlesbrough zurück.
Am 24. Mai 2013 wurde Cooper als neuer Trainer des Drittliga-Absteigers Hartlepool United vorgestellt.

## Erfolge
- Aufstieg in die Second Division: 1987 (mit dem FC Middlesbrough)
- Aufstieg in die First Division: 1988 (mit dem FC Middlesbrough)
- Aufstieg in die Premier League: 1994 (mit Nottingham Forest)
- Aufstieg in die Premier League: 1998 (mit Nottingham Forest)
- League-Cup-Sieger: 2004 (mit dem FC Middlesbrough 2:1 gegen die Bolton Wanderers)
- UEFA-Pokal-Finalist: 2006 (mit dem FC Middlesbrough 0:4 gegen den FC Sevilla)